# 穆魯拉胡山
9°48′27″S 77°14′38″W / 9.80750°S 77.24389°W
穆魯拉胡山（Mururaju），是秘魯的山峰，位於安卡什大區，處於克羅科查湖東南面和克什克科查湖東北面，屬於安第斯山脈中布蘭卡山脈的一部分，海拔高度5,688米。